# Mayak (famiglia di lanciatori)
Mayak è una famiglia di vettori spaziali ucraini in fase di sviluppo da parte di KB Pivdenne, che sarà prodotta da Pivdenmash.
La famiglia di razzi sarà costruita in modalità modulare basata su un'unica linea di motori principali, con spinta di circa 1.200 o 2.000 kN per il primo stadio (RD-801 o RD-810) e 98 kN per il secondo stadio (RD-809K, derivato da RD-8). Alcune versioni avranno un terzo stadio opzionale. Pur essendo previsti diametri e lunghezze diverse per le varie versioni, tutti i razzi Mayak condivideranno motori, sistemi di controllo di volo e attrezzature di lancio, che saranno in gran parte derivati da componenti esistenti derivanti dalle famiglie di razzi Zenit e Cyklon.
La famiglia di razzi Mayak è progettata per soddisfare le esigenze dei lanciatori leggeri, medi e pesanti.
I parametri pubblicati delle configurazioni previste sono i seguenti:
| Versione                       | Mayak-L1                     | Mayak-L2                     | Mayak-M1                     | Mayak-M2                     | Mayak-H3                     | Mayak-H5                     |
| ------------------------------ | ---------------------------- | ---------------------------- | ---------------------------- | ---------------------------- | ---------------------------- | ---------------------------- |
| Lunghezza (m)                  | 27.3                         | 36.9                         | 47.4                         | 61.0                         | 63.0                         | 64.0                         |
| Diametro (m)                   | 2.7                          | 3.0                          | 3.9                          | 3.9                          | 3.9                          | 3.9                          |
| Massa al lancio (t)            | 95                           | 165                          | 370                          | 495 / 515                    | 1218 / 1236                  | 2010 / 2015                  |
| Numero di stadi                | 2                            | 2                            | 2                            | 2 / 3                        | 2 / 3                        | 2 / 3                        |
| Motori del 1º stadio           | 1 × RD-801                   | 2 × RD-801                   | 2 × RD-810                   | 4 × RD-810                   | 12 × RD-810                  | 20 × RD-810                  |
| Motori del 2º stadio           | 1 × RD-809K                  | 2 × RD-809K                  | 4 × RD-809K                  | 1 × RD-801B                  | 1 × RD-801B                  | 1 × RD-801B                  |
| Motori del 3º stadio opzionale | N.D.                         | N.D.                         | N.D.                         | RD-809K                      | RD-809K                      | RD-809K                      |
| Propellenti                    | Ossigeno liquido / cherosene | Ossigeno liquido / cherosene | Ossigeno liquido / cherosene | Ossigeno liquido / cherosene | Ossigeno liquido / cherosene | Ossigeno liquido / cherosene |
| Carico utile in LEO (t)        | 1.5                          | 3                            | 8.2                          | 15.1 / –                     | 45.5 / –                     | 70.1 / –                     |
| Carico utile in GTO (t)        | –                            | –                            | 2.4                          | – / 6.5                      | 16 / 19                      | 25 / 30.2                    |